# Airlines for America
L'Airlines for America (A4A) – in precedenza conosciuta come Air Transport Association of America (ATA) – è la più antica e grande associazione di compagnie aeree; al 2017 comprende 9 compagnie aeree statunitensi.

## Membri
ATA Airline Members
1. Alaska Airlines, Inc. (AS)
2. American Airlines, Inc. (AA)
3. Atlas Air, Inc. (5Y) (solo cargo)
4. FedEx Express (FX) (solo cargo)
5. Hawaiian Airlines (HA)
6. JetBlue Airways Corp. (B6)
7. Southwest Airlines Co. (WN)
8. United Airlines, Inc. (UA)
9. UPS Airlines (5X) (solo cargo)

Associate Airline Members
1. Air Canada (AC)